# LinuxExpo

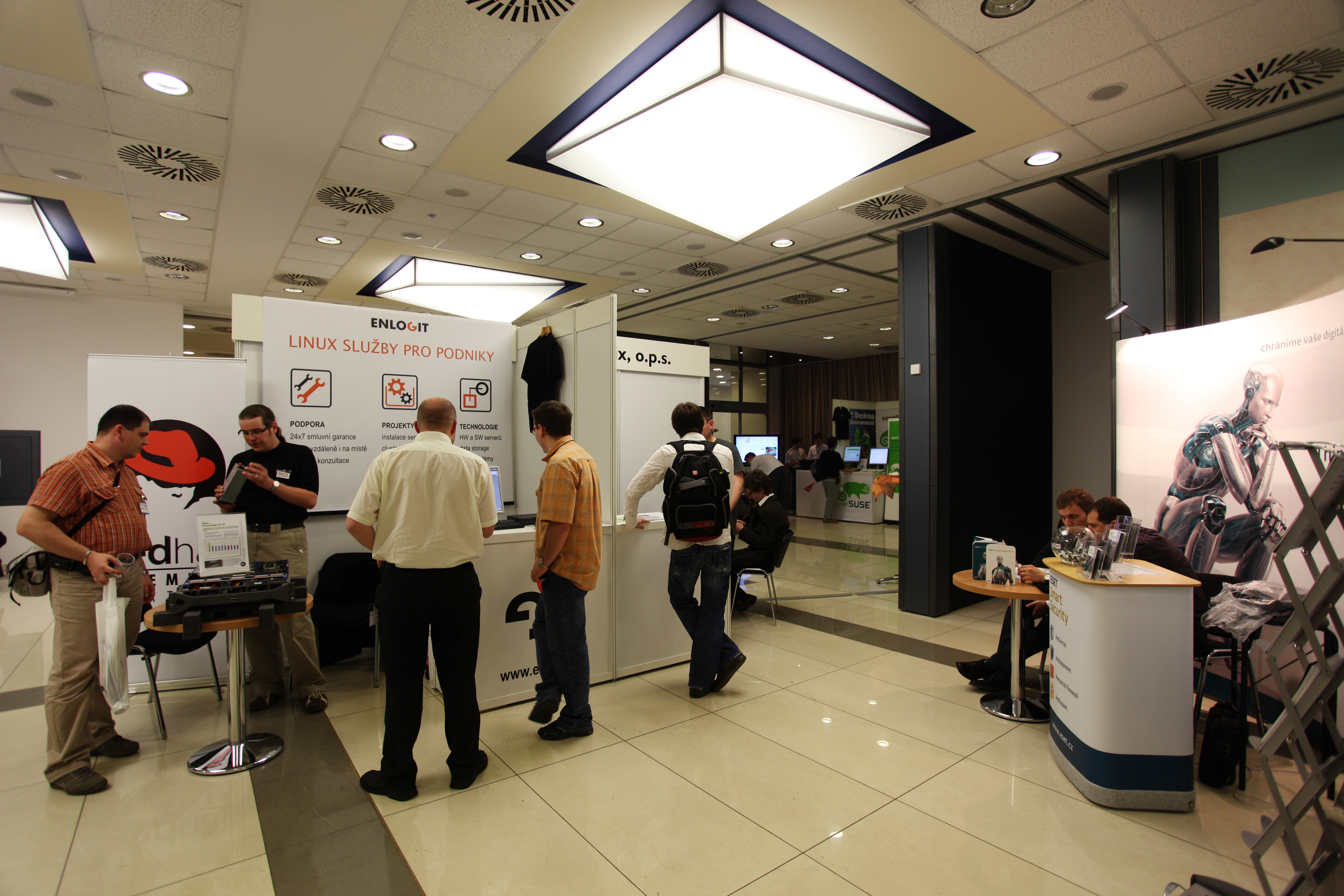
LinuxExpo (2009)

LinuxExpo je česká výstava a konference o open source software, zvláště Linuxu. Poprvé se konala v roce 2001. Je zaměřená především na komerční využití Linuxu a souvisejících služeb.
První ročník výstavy se konal v Národním domě na Smíchově, mimo jiné na něm byla poprvé představena česká lokalizace SuSE Linux 7.1CZ.
Osmý ročník se uskutečnil v hotelu Olympik Artemis v Praze, jeho součástí byla například prezentace serveru Google, který informoval o své podpoře opensourcovým projektům, či konference Open Government. Akce se za dva dny zúčastnilo více než 1000 návštěvníků.
Výstava byla opakovaně oceněna v anketě Czech Open Source, v roce 2008 získala hlavní cenu.
Pořadatelem výstavy je společnost Exponet.

## Změna názvu
V roce 2011 se veletrh přejmenoval na Open Source Conference.